# Ricardo Sánchez (futbolista)
Ricardo Pascual Sánchez Moreno (27 de mayo de 1982, Guadalajara, Jalisco, México) es un futbolista mexicano retirado que jugaba en la posición de mediocampista. Jugó para el Club Irapuato, Delfines de Coatzacoalcos, Huracanes de Colima, Chivas La Piedad, Chivas Coras, Correcaminos UAT, Gallos Caliente, California Victory, Minnesota Thunder, Vancouver Whitecaps y FC Tampa Bay.Participó en la Copa Mundial de Fútbol Sub-17 de 1999.

## Clubes
| Club                      | País   | Año  |
| ------------------------- | ------ | ---- |
| Club Irapuato             | México | 2004 |
| Delfines de Coatzacoalcos | México | 2004 |
| Huracanes de Colima       | México | 2004 |
| Chivas La Piedad          | México | 2005 |
| Chivas Coras              | México | 2005 |
| Correcaminos UAT          | México | 2006 |
| Gallos Caliente           | México | 2006 |
| California Victory        | México | 2007 |
| Minnesota Thunder         | México | 2008 |
| Vancouver Whitecaps       | México | 2010 |
| FC Tampa Bay              | México | 2010 |